# Белый Колодезь (Ростовская область)
Бе́лый Коло́дезь — хутор в Каменском районе Ростовской области.
Входит в состав Груциновского сельского поселения.

## Население
| 2010 |
| ---- |
| 0    |

## Улицы
На хуторе имеется одна улица: Криничная.